# Sumatra-Stachelschwein
Das Sumatra-Stachelschwein (Hystrix sumatrae) ist eine Stachelschweinart aus der Gattung der Eigentlichen Stachelschweine (Hystrix). Es kommt auf der zu Indonesien gehörenden Insel Sumatra vor.

## Merkmale
Das Sumatra-Stachelschwein erreicht eine Kopf-Rumpf-Länge von 45,5 bis 56,0 Zentimetern, die Schwanzlänge beträgt 9,0 bis 11,0 Zentimeter und das Gewicht liegt zwischen 3,8 und 5,4 Kilogramm. Der Hinterfuß wird 68 bis 75 Millimeter lang. Es ist damit wie alle Eigentlichen Stachelschweine für ein Nagetier sehr groß und schwer, innerhalb der Gattung jedoch mittelgroß. Das Tier ist in seiner Grundfärbung schwarz, aufgrund der weißen Stachelspitzen ist es jedoch auf den Wangen, dem Nacken, den Schultern und den Körperseiten sowie dem Rücken bis zur Schwanzquaste weiß gesprenkelt. Der vordere Rückenbereich besitzt zahlreiche defensive (also nicht aktiv einsetzbare) Stacheln. Die Ausbildung der Stachelquaste und die Stacheln sind größer als die des Philippinen-Stachelschweins (Hystrix pumila) und kleiner als die des Borneo-Stachelschweins (Hystrix crassispinis). Im Verhältnis besitzt das Sumatra-Stachelschwein etwa ebenso viele oder etwas weniger Stacheln mit weißer wie mit schwarzer Spitze; die weiße Spitze hat eine Länge von 10 bis 30 Millimeter und ist damit kürzer als beim Borneo-Stachelschwein. Die Schwanzstacheln sind vergleichsweise kurz und entsprechen etwa denen des Philippinen-Stachelschweins, bei beiden sind sie deutlich kürzer als beim Borneo-Stachelschwein. Der maximale Durchschnitt der Defensivstacheln am Rücken beträgt 5 bis 7 Millimeter, sie besitzen einen schwarzen Ring und eine weiße Spitze und sind etwa 70 Millimeter lang.

## Verbreitung

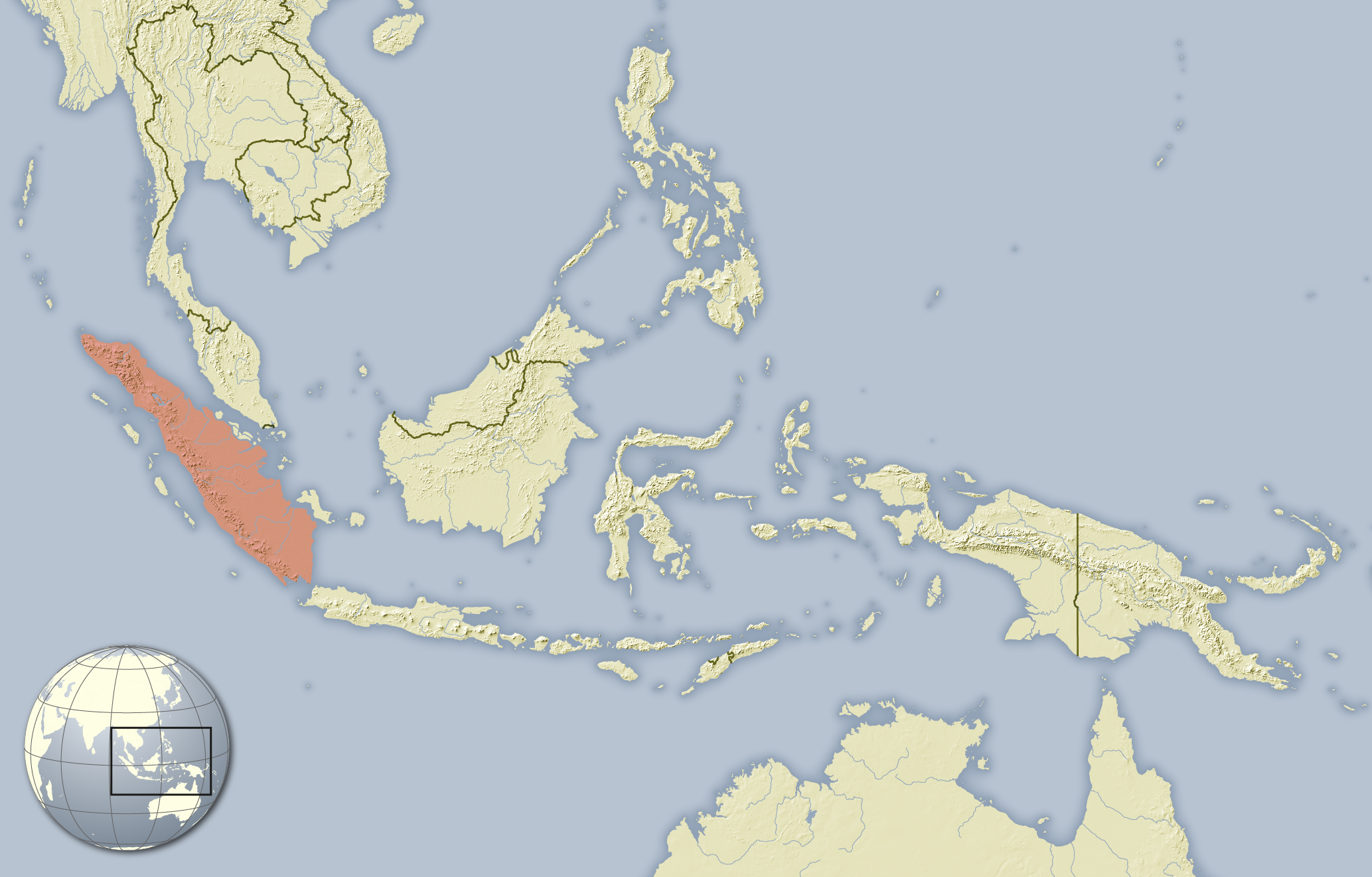
Verbreitungsgebiete des Sumatra-Stachelschweins

Das Sumatra-Stachelschwein kommt endemisch auf der zu Indonesien gehörenden Insel Sumatra vor. Die Höhenverbreitung reicht von Meereshöhe bis mindestens 300 Meter.

## Lebensweise
Über die Lebensweise des Sumatra-Stachelschweins liegen nur sehr wenige Angaben vor. Es kommt sowohl in unberührten Primärwäldern wie auch in Sekundärwaldgebieten vor, wobei die Bestandsdichten in gestörten Sekundärlebensräumen wahrscheinlich größer sind. Wie andere Stachelschweine ist es herbivor, über die Fortpflanzung gibt es keine Informationen.

## Systematik
Das Sumatra-Stachelschwein wird als eigenständige Art innerhalb der Gattung der Eigentlichen Stachelschweine (Hystrix) eingeordnet, die aus acht Arten in Asien und Afrika besteht. Die wissenschaftliche Erstbeschreibung stammt von Marcus Ward Lyon aus dem Jahr 1907, der die Art als Thecurus sumatræ beschrieb. Als Ursprungsort gab er die Aru Bay an der Ostküste Sumatras an. Innerhalb der Gattung wird die Art in die Untergattung Thecurus gestellt, die gelegentlich auch als eigene Gattung betrachtet wird. Teilweise wurde sie als Unterart des Borneo-Stachelschweins (Hystrix crassispinis) betrachtet.
Innerhalb der Art werden neben der Nominatform keine Unterarten unterschieden.

## Status, Bedrohung und Schutz
Das Sumatra-Stachelschwein wird von der International Union for Conservation of Nature and Natural Resources (IUCN) als nicht gefährdet (Least concern) eingeordnet. Begründet wird dies mit dem vergleichsweise großen Verbreitungsgebiet und seinem regelmäßigen Vorkommen auf Sumatra. Es ist relativ anpassungsfähig an Lebensraumveränderungen und der Rückgang der Bestände ist verhältnismäßig gering. Bestandsgefährdende Risiken sind nicht bekannt. Die Art wird lokal als Fleischquelle bejagt, der Effekt auf die Bestände dadurch ist jedoch gering.

## Belege
1. 1 2 3 4  E.L. Barthelmess: Sumatran Porcupine – Hystrix sumatrae. In: Don E. Wilson, T.E. Lacher, Jr., Russell A. Mittermeier (Herausgeber): Handbook of the Mammals of the World: Lagomorphs and Rodents 1. (HMW, Band 6), Lynx Edicions, Barcelona 2016; S. 324. ISBN 978-84-941892-3-4.
2. 1 2 3 4 5  Hystrix sumatrae in der Roten Liste gefährdeter Arten der IUCN 2016.2. Eingestellt von: G. Amori, K. Aplin, 2008. Abgerufen am 3. Oktober 2016.
3. 1 2 3  Hystrix (Thecurus) sumatrae (Memento des Originals vom 3. Oktober 2016 im Internet Archive)  Info: Der Archivlink wurde automatisch eingesetzt und noch nicht geprüft. Bitte prüfe Original- und Archivlink gemäß Anleitung und entferne dann diesen Hinweis.. In: Don E. Wilson, DeeAnn M. Reeder (Hrsg.): Mammal Species of the World. A taxonomic and geographic Reference. 2 Bände. 3. Auflage. Johns Hopkins University Press, Baltimore MD 2005, ISBN 0-8018-8221-4.